# Nueil-sous-Faye
Nueil-sous-Faye ist eine französische Gemeinde mit 218 Einwohnern (Stand: 1. Januar 2022) im Département Vienne in der Region Nouvelle-Aquitaine; sie gehört zum Arrondissement Châtellerault und zum Kanton Loudun (bis 2015: Kanton Monts-sur-Guesnes). 

## Geographie
Nueil-sous-Faye liegt etwa 44 Kilometer nördlich von Poitiers. Der Mable begrenzt die Gemeinde im Osten und Südosten. Umgeben wird Nueil-sous-Faye von den Nachbargemeinden Pouant im Norden, Braye-sous-Faye im Osten, Sérigny im Osten und Südosten, Prinçay im Süden, Dercé im Südwesten sowie Maulay im Westen.

## Bevölkerungsentwicklung
| Jahr                      | 1962 | 1968 | 1975 | 1982 | 1990 | 1999 | 2006 | 2013 |
| Einwohner                 | 416  | 332  | 312  | 274  | 241  | 228  | 247  | 253  |
| Quelle: Cassini und INSEE |      |      |      |      |      |      |      |      |

## Sehenswürdigkeiten
- Kirche Saint-Georges aus dem 15. Jahrhundert mit Umbauten aus dem 19. Jahrhundert
- Schloss La Maurinière